# Prodesse et delectare
Prodesse et delectare («користуватись і насолоджуватися») — вислів Горація, а також девіз літератури, особливо XVIII століття.

## Короткий опис
Формула «Prodesse et delectare» мала підкреслити виховний аспект літератури: книги повинні бути і розважальними, і повчальними для читача. Типовим прикладом таких творів є байки.
Вислів походить із «Ars Poetica» Горація, де у вірші 333 сказано: « Aut prodesse volunt aut delectare poetae». У перекладі це означає: «Поети хочуть або бути корисними, або розважати», тобто або-або. Цей вислів не означав, що поети хотіли того й іншого водночас. Проте бажаність поєднання йдеться лише в наступному рядку: "aut simul et iucunda et idonea dicere vitae ", українською мовою " або водночас сказати щось приємне і корисне для життя ". Горацій стверджує, що поети хочуть або бути корисними, або розважати, або і те й інше в одному творі.
В українському перекладі Андрія Содомори ці рядки звучать так:
«Хоче приносити користь поет або — звеселяти
Словом оздобним, або — єднати корисне з приємним».
Відгомін Горацієвих рядків знаходимо в українського поета-неокласика Максима Рильського в його вірші «Троянди й виноград»:
«У щастя людського два рівних є крила:
Троянди й виноград, красиве і корисне».